# Narthecius arizonicus
Narthecius arizonicus är en skalbaggsart som beskrevs av Dajoz 1992. Narthecius arizonicus ingår i släktet Narthecius och familjen ritsplattbaggar. Inga underarter finns listade i Catalogue of Life.